# ذیحجه

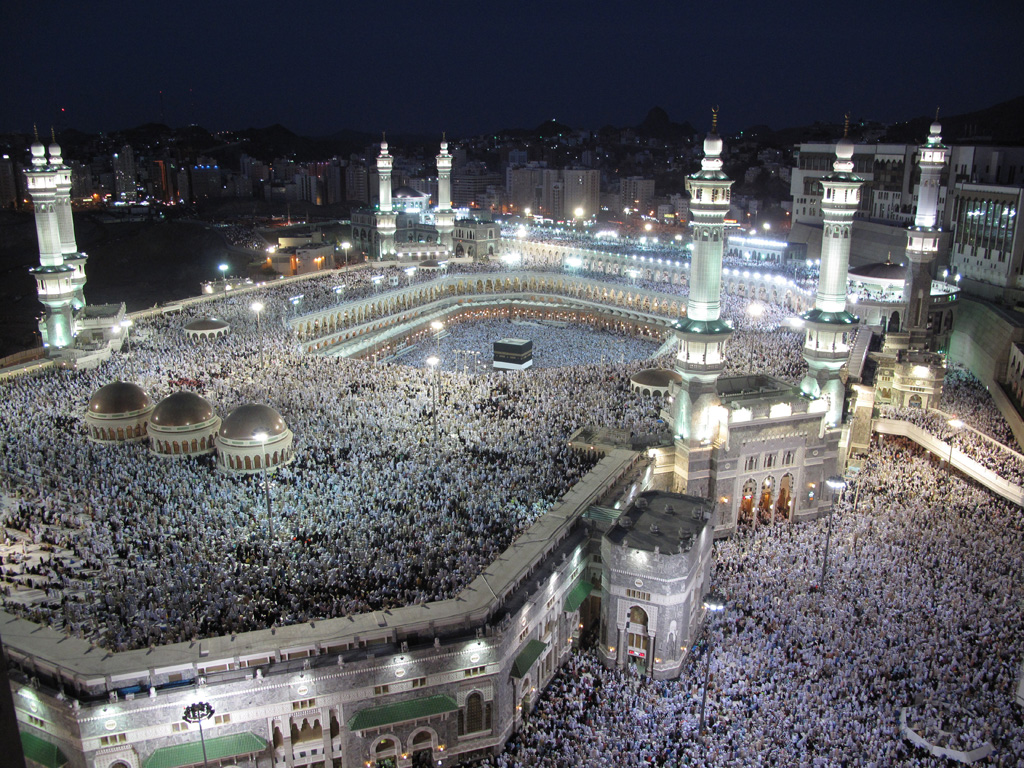
نمازگزاران در مکه، هنگام نماز شب، مسجدالحرام

ذی‌الحِجّه یا ذی‌الحِجّه الحرام (به عربی: ذُو الْحِجَّة) دوازدهمین و آخرین ماه از ماه‌های قمری است. این ماه یکی از ماه‌های حرام است.
در برخی روایات اسلامیآمده‌است که شب‌های دهگانه‌ای که در آیات «و الفجر و لیال عشر» به آن قسم یاد شده‌است، و «ایام معلومات» که در آیه ۲۸ سوره حج آمده و مؤمنین باید در آن به یاد خدا باشند، ده روز اول ماه ذی الحجه‌است. همچنین ۱۰ روزی که خدا در میقات با موسی به ۳۰ روز میقات او اضافه کرد، این دهه می‌باشد. در حدیثی از محمد (ص) وارد شده‌است که عبادت و کار نیک در هیچ ایامی به‌اندازه این دهه فضیلت ندارد.
معنی نام این ماه «صاحب حج» است و آیین حج در روزهای هشتم، نهم و دهم این ماه انجام می‌گیرد.
در زمان جاهلی نام این ماه بُرَک و همچنین مسبل بوده‌است. عید بزرگ قربان در ماه ذی الحجه قرار دارد.

## رویدادها در ذی الحجه
- ۲ قمری ازدواج علی بن ابی طالب و فاطمه دختر محمد.
- ۱۰ قمری روز غدیر خم.
- ۲۳ قمری کشته شدن عمر بن خطاب خلیفه دوم به دست ابولولو فیروز نهاوندی.
- ۳۵ قمری کشته شدن عثمان بن عفان خلیفه سوم.
- عید قربان